# Merry Christmas II You
Albums de Mariah Carey
Playlist : The Very Best Of Mariah Carey
(26 janvier 2010) The Essential Mariah Carey
(14 février 2011)
Merry Christmas II You est le 13e album studio de Mariah Carey et le 2e sur le thème de Noël, sortie le 2 novembre 2010. Le titre de l'album est un clin d'œil aux fans. En effet, on peut traduire le titre par Joyeux noël à vous mais aussi Merry Christmas 2, référence au premier album de Noël de la chanteuse, Merry Christmas.

## Singles
Le single choisi pour illustrer l'album est Oh Santa !. Sorti le 11 octobre 2010 sur les plateformes de téléchargement légal, Oh Santa ! fut un véritable succès.

## Clips
1. "Oh Santa"
2. "O Come All Ye Faithful" / "Hallelujah Chorus"
3. "Auld Lang Syne" (The New Year's Anthem)
4. "When Christmas Comes"
5. "Christmas Time Is in the Air Again" (Lyric video)

## Liste de chansons
1. "Santa Claus Is Coming to Town" (Intro) 0:23
2. "Oh Santa!" 3:31
3. "O Little Town of Bethlehem" / "Little Drummer Boy" (Medley) 3:32
4. "Christmas Time Is in the Air Again" 3:02
5. "The First Noel" / "Born is the King" (Interlude) 4:33
6. "When Christmas Comes" 4:46
7. "Here Comes Santa Claus (Right Down Santa Claus Lane)" 3:28
8. "Charlie Brown Christmas" 2:49
9. "O Come All Ye Faithful" / "Hallelujah Chorus" (featuring Patricia Carey) 3:38
10. "O Holy Night" (Live from WPC in South Central Los Angeles) 5:00
11. "One Child" 4:26
12. "All I Want for Christmas Is You" (Extra Festive) 4:02
13. "Auld Lang Syne" (The New Year's Anthem) 3:48

## Classement
| Chart (2010)            | Meilleure position |
| ----------------------- | ------------------ |
| Canadian Albums Chart   | 14                 |
| Canadian Urban Chart    | 2                  |
| U.S. Billboard 200      | 4                  |
| U.S. R&B/Hip-Hop Albums | 1                  |
| U.S. Holiday Albums     | 1                  |